# David II de Géorgie (Catholicos-Patriarche)
Pour les articles homonymes, voir David.
David II (1417 - 1459) est un Patriarche-Catholicos d'Ibérie du XVe siècle.
David naît sous le nom de David Bagration en 1417. 
Son père est le roi Alexandre Ier le Grand, roi de Géorgie, et sa mère la princesse d'Iméréthie Thamar. Vers l'âge de quinze ans, il est ordonné prêtre et en 1435, alors qu'il n'est âgé que de dix-huit ans, il devient le 34e Catholicos-Patriarche de l'Église orthodoxe géorgienne, succédant à Théodore III. Toutefois, en raison de son jeune âge, il est destitué quatre ans plus tard, en 1439, et est remplacé par Shio II qui règne jusqu'en 1443. À la mort de Shio II, David (qui a changé son nom en celui de David II) est rappelé pour redevenir Patriarche de Géorgie. Il continue ainsi son patriarcat jusqu'à sa mort en 1459.